# 檔案配置表
檔案配置表（英語：File Allocation Table，首字母縮略字：FAT），是一種由微軟發明並擁有部分專利的文件系統，供MS-DOS使用，也是所有非NT核心的Windows系统使用的檔案系統。
FAT文件系統考慮當時電腦效能有限，所以未被複雜化，因此幾乎所有個人電腦的作業系統都支持。這特性使它成為理想的軟碟和記憶卡檔案系統，也適合用作不同操作系统中的資料交流。
但FAT有一個嚴重的缺點：當文件刪除後寫入新資料，FAT不會將檔案整理成完整片段再寫入，長期使用後會使檔案資料變得逐漸分散，而減慢了讀寫速度。是一種解決方法，但必須經常磁碟重組來保持FAT文件系統的效率。

## 歷史
FAT文件系統遵行已用了多年的軟體方法來進行規範。它在1977年由比尔·蓋茨和馬斯·麥當勞為了管理磁碟而發明，並在1980年被添·彼得遜的86-DOS作業系統採用。這也是86-DOS作業系統與CP/M作業系統最大的不同點，若非此項差異，86-DOS作業系統與CP/M作業系統幾乎可說完全相同。

### FAT12
初期的FAT就是現在俗稱的FAT12。作為軟碟的文件系統，它有幾項限制：不支持分層性結構，叢集定址只有12位元（这使得控制FAT有些棘手）而且只支援最多32M（216）的分區。
当时入门级的磁盘是5.25"、单面、40磁道、每个磁道8个扇区、容量略少于160KB。上面的限制超过了这个容量一个或几个数量级，同时允许将所有的控制结构放在第一个磁道，这样在读写操作时移动磁头。这些限制在随后的几年时间里被逐步增大。
由于唯一的根目录也必须放在第一个磁道，能够存放的文件个数就限制在几十个。

### FAT16的開始
在1984年，IBM發布PC AT，內含一個20MB的硬碟。微软公司也同步发布了MS-DOS 3.0。簇集位址增加至16位元，允許更大數量的簇（最大65,517），所以有更大的檔案系統大小。但是，最大數量磁區及最大分割區（相當於磁盤）的大小仍是32MB。所以，尽管技术上已经是“FAT16”，这种格式并不是我们今天常见到的这个名字所代表的格式。在MS-DOS 3.0格式化一個20 MB的硬碟，這硬碟將不能被MS-DOS 2.0或之前的版本所存取。當然，MS-DOS 3.0仍然可存取MS-DOS 2.0的格式（8KB叢集的分割區）。
MS-DOS 3.0也开始支持高密度1.2MB 5.25"磁盘，最著名的是每个磁道有15个扇区，这样就允许FAT有更大的空间。这或许促进了一个对于簇大小的不确定的优化，簇大小从2个扇区减到1个。这样做的最后结果是高密度磁盘比旧的双密度磁盘的速度大幅度降低。

### 扩展分区和逻辑驱动器
除了改进FAT文件系统本身的结构之外，另一個提高FAT存储空间的方式是支持多个磁盘分区。最初，受限於主引导记录中文件分配表的固定结构一个硬盘最多只能切出多达4个分区。然而，由于DOS设计要求只能有一个分区标识为“活动的（Active）”，它也是主引导代码启动所用的分区。使用DOS工具不可能创建几个“主”DOS分区，并且第三方的工具也至少会警告这样一个机制将与DOS不兼容。
为了用一种兼容的方式使用更多的分区，一种新的分区类型被开发出来（1986年1月的MS-DOS 3.2），扩展分区它实际上是另外称为逻辑分区的一个容器。最初它裡面只允许有一个逻辑分区、支持最大64MB的硬盘。在MS-DOS 3.3（1987年8月）这个限制更改到24个分区；它可能来自于强制性的C:-Z：的磁盘命名规则。逻辑分区表使用盘上的数据结构来描述，可能是为了简化编码它与主引导记录非常相似，并且它们组织成类似于俄罗斯套娃那样的结构。一顆硬碟中只能有一个扩展分区。
在扩展分区觀念導入之前，一些硬盘控制器（當時採用獨立的硬碟控制卡，IDE标准尚未出現）能够将大硬盘显示为两个独立的硬盘。

### 最终的FAT16
1987年11月，我们今天称之为FAT的格式最终到来，它在康柏DOS 3.31中去掉了磁盘扇区的16位计数器。这个结果曾经一度被称为DOS 3.31大文件系统。尽管看起来磁盘上的变动很小，这个DOS的磁盘代码都必须检查并转换到32位的扇区数，由于它完全是16位的汇编语言这样一个现实，这项工作就变得非常复杂。
1988年，这项改进通过MS-DOS 4.0得到广泛应用。现在分区大小受限于每个簇的8位有符号扇区计数，它最大能达到2的64次方，对于一个常用的有32KB个簇每扇区512字节的硬盘来说，将FAT16分区大小的“明显”限制扩充到2GB。在磁光碟媒体上，它能使用1或者2KB的扇区，这样大小限制也就成比例地增大。
后来，Windows NT通过将每个簇的扇区数当作无符号数将最大的簇大小增加到64KB。然而这个格式与当时其它任何格式的FAT都不兼容，并且这样的操作会产生大量的内部碎片。Windows 98也支持这种格式的读写操作，但是它的磁盘管理工具不支持这种格式。

### 长文件名（VFAT, LFN）
Windows 95设计人员的一个用户体验目标就是：除了传统的8.3文件名以外，在新操作系统中使用长文件名（LFN）。长文件名通过在目录条目排列时，使用一个工作区来实现（参见下面）。按照Windows 95VxD设备驱动程序的命名规则，这个新扩充的文件系统通常称为VFAT。
有意思的是，VFAT驱动在早于Windows 95的Windows for Groups 3.11中就已经出现，但它仅仅用于实现32位文件访问，一个绕过DOS的视窗自带高性能保护模式文件管理系统，它能够直接使用BIOS或者更好的32位磁盘访问，如Windows自带的保护模式磁盘驱动程序。它是一个后门；微软为Windows for Groups 3.11所作的广告说32位文件访问基于“芝加哥项目的32位文件系统”。
在Windows NT中，FAT文件系统对于长文件名的支持从3.5版就已经开始了。在MS-DOS 7.0以后的版本中，则可使用类似DOSLFN这样的软件使得DIR等命令显示出长文件名。

### FAT32
为了解决FAT16对于卷大小的限制同时让DOS的实模式在非必要情况下不减少可用常规内存状况下处理这种格式，微软公司决定实施新一代的FAT，它被称为FAT32，带有32位的簇数，目前用了其中的28位。
理论上，这将支持总数达268,435,438（<228）的簇，允许磁盘容量达到8TB。
FAT32随着Windows 95 OSR2发布，尽管需要重新格式化才能使用这种格式并且DriveSpace 3（Windows 95 OSR2和Windows 98所带版本）从来都不支援这种格式。Windows 98提供了一个工具用来在不丢失数据的情况下将现有的硬盘从FAT16转到FAT32格式。在NT产品线上对于它的支援从Windows 2000开始。
Windows 2000和Windows XP能够读写任何大小的FAT32文件系统，但是这些平台上的格式化程序只能创建最大32GB的FAT32文件系统。Thompson and Thompson（2003）写道“奇怪的是微软公司说这种现象是故意设计的”微软公司知识库文章184006的确是这么说的，但是没有提出任何关于这个限制的合理解释。Peter Norton的观点是“微软公司在有意地削弱FAT32文件系统”。
原微软开发者Dave Plummer于2024年3月25日在twitter称，将FAT卷的大小限制在32GB是他临时设定的，相关格式化对话框就是他写的。
2024年8月15日，微软在Windows 11 Insider Preview Build 27686发布公告中，宣布取消了FAT32分区大小限制，用户可以在命令行中使用format命令格式化最大2TB的FAT32分区，但图形界面的格式化对话框仍然只支持32GB。

### exFAT
在Windows Embedded CE 6.0中引入，Windows XP SP3 以及 Windows Vista SP1也引入了exFAT的支持。在很多方面exFAT有了相当大的改进，特別適合用於快閃記憶體。

### 第三方支持
其它IBM PC的可选操作系统，如Linux、FreeBSD和BeOS都支持FAT格式，并且大部分都在相应的Windows版本发布以后很快就支持VFAT和FAT32格式。早期的Linux发布版本还包括称为UMSDOS的格式，它是保存在一个独立的称为--linux-.——的带有Unix文件属性（如长文件名和访问许可）的FAT。UMSDOS在VFAT发布以后就不再使用。Linux内核从2.5.7开始就禁止了这项功能。Mac OS X操作系统在除启动盘之外的其它卷上也支持FAT文件系统。

### FAT和其它数据流
FAT文件系统本身不是为支持ADS而设计的，但是一些高度依赖它们的操作系统创造出了不同的方法以在FAT驱动器上处理它们。这些方法或者在额外的文件或路径中存储附加的信息（Mac OS），或者给那些磁盘数据结构中以前没有使用的变量赋予新的含义（OS/2和Windows NT）。第二种设计，尽管想像起来会更有效率，但是它们不能被不认识这种格式的工具复制或者备份；使用不能识别这种格式的磁盘工具（如碎片整理或CHKDSK）操控这些磁盘时可能会破坏这些信息。
Mac OS使用PC Exchange存储不同的数据，文件属性和文件名存在一个名为FINDER.DAT的隐藏文件中，资源分支（ADS）存在名为RESSOURCE.FRK的子目录中，这些数据都存在使用它们的每个目录中。从PC Exchange 2.1开始，它们将Mac OS的长文件名保存为标准的FAT长文件名，并且将超过31个字符的FAT长文件名转换为唯一的31字符能够被Macintosh应用程序识别的文件名。
Mac OS X将元数据（资源分支、不同的ADS、文件属性）保存在与所有人相同并以“._”开始的名字的隐藏文件中，并且Finder将一些文件夹和文件元数据存在名为“.DS Store”的隐藏文件中。
OS/2高度依赖于扩展属性（EA）并且将它们存在位于FAT12或FAT16的根目录下名为“EA DATA. SF”的隐藏文件中。这个文件使用以前文件（或者目录）的目录清单中的两个保留字节索引。在FAT32格式中，这些字节中存有文件或者目录开始簇号的高16位，这样就使它难于在FAT32上保存EA。扩展属性可以通过Workplace Shell桌面、REXX脚本、许多系统图形用户接口和命令行工具（如4OS2）来访问。
Windows NT支持HPFS、NTFS和FAT中所有扩展属性的处理（所用处理机制完全类似于OS/2），但是不能处理其它一些存于NTFS驱动器的ADS数据。试图从复制带有与NTFS驱动器属性不同扩展属性的ADS到FAT驱动器将报告一个警告信息提示ADS将会丢失。
Windows 2000以后产品的处理类似于Windows NT但复制到FAT32时它们没有显示任何警告信息直接丢弃扩展属性（但报告其他像“Macintosh Finder Info”和“Macintosh Resource Fork”这些ADS引起的警告）。

### 前景
微软公司最近获得了VFAT和FAT32的专利（但没有得到最初的FAT的专利），这引起了人们对于微软将会對Linux OS发布和初始化他们产品的媒体厂商收取专利费的担忧（参见下面的FAT授权协议）。尽管最初的裁定不利于微软公司，但是微软仍然取得了胜利并且得到了专利授权。
由于微软公司已经宣布不再开发基于MS-DOS作業系统Windows Me的后续版本，所以不再有可能会有新版的FAT。对于大多数用途来说，为Windows NT系列开发的NTFS檔案系统从效率、性能、安全性及可靠性来说都优于FAT；它的主要缺点是小容量檔案所占的额外空間以及除了基于NT的Windows作業系統之外的很少有其他作業系統支援。由于确切的规范是微软公司的商业秘密，这就使得使用一个DOS软盘用于恢复目的很困难（根據微軟MCSE訓練教材說明此點是刻意保密，以確保NTFS檔案系統不易被盜取資料）。微软公司提供了一个恢复界面来解决这个问题，由于安全的原因它严重限制了缺省情况下它所能解决的问题。
FAT仍然是移动媒体所常用的一种文件系统（CD和DVD是例外），软碟使用的是FAT12，其他多数活动媒体用的是FAT32（如用于数位相机的快閃記憶卡和USB隨身碟，Windows格式化的默认选项仍为FAT32），除非其容量超出FAT32的限制。出于兼容性和存储空间利用率的考虑FAT仍然用在这些驱动器上，同时也是由于这些活动媒体上的文件的许可更容易遇到麻烦而不是更重要这样一个事实。
Windows 2000和XP支援的FAT32格式化的限制是32GB，这导致使用现代硬碟的用户必须要么使用NTFS要么使用其它程序格式化驱动器。一个解决的办法是使用从Linux移植到Windows平台的一个工具mkdosfs。

## 设计

### 主磁盘结构
| 一个FAT分区或磁盘的结构布局 |                     |                            |                      |                            |                            |                                       |                 |
| 内容                        | 主啟動區            | 文件系统信息扇区 (仅FAT32) | 额外的保留空间(可选) | 文件分配表#1               | 文件分配表#2 ...(可配置)   | 根目录(仅FAT12/FAT16)                 | 其他所有数据... |
| 大小(字节)                  | 保留扇区数*扇区大小 | 保留扇区数*扇区大小        | 保留扇区数*扇区大小  | 文件分配表扇区数* 扇区大小 | 文件分配表扇区数* 扇区大小 | 根目录条目数量*32(按扇区大小向上取整) | 剩下的磁盘空間  |

一个FAT文件系统包括四个不同的部分。
1. 保留扇区，位于最开始的位置。 第一个保留扇区是引导扇区（分区启动记录）。它包括一个称为基本输入输出参数块的区域（包括一些基本的文件系统信息尤其是它的类型和其它指向其它扇区的指针），通常包括操作系统的启动调用代码。保留扇区的总数记录在引导扇区中的一个参数中。引导扇区中的重要信息可以被DOS和OS/2中称为驱动器参数块的操作系统结构访问。
2. FAT区域。它包含有两份文件分配表，这是出于系统冗余考虑，尽管它很少使用，即使是磁盘修复工具也很少使用它。它是分区信息的映射表，指示簇是如何存储的。
3. 根目录区域。它是在根目录中存储文件和目录信息的目录表。在FAT32下它可以存在分区中的任何位置，但是在早期的版本中它永远紧随FAT区域之后。
4. 数据区域。这是实际的文件和目录数据存储的区域，它占据了分区的绝大部分。通过简单地在FAT中添加文件链接的个数可以任意增加文件大小和子目录个数（只要有空簇存在）。然而需要注意的是每个簇只能被一个文件占有，这样的话如果在32KB大小的簇中有一个1KB大小的文件，那么31KB的空间就浪费掉了。

### 启动扇区
格式如下
| 偏移（字节） | 长度（字节）                  | 说明 |
| ------------ | ----------------------------- | --- |
| 0x00         | 3                             | 跳转指令（跳过开头一段区域） |
| 0x03         | 8                             | OEM名称（空格补齐）。MS-DOS检查这个区域以确定使用启动记录中的哪一部分数据 （页面存档备份，存于） 。常见值是IBM 3.3（在“IBM”和“3.3”之间有两个空格）和MSDOS5.0. |
| 0x0b         | 2                             | 每个扇区的字节数。基本输入输出系统参数块从这里开始。 |
| 0x0d         | 1                             | 每簇扇区数 |
| 0x0e         | 2                             | 保留扇区数（包括启动扇区） |
| 0x10         | 1                             | 文件分配表数目 |
| 0x11         | 2                             | 最大根目录条目个数 |
| 0x13         | 2                             | 总扇区数（如果是0，就使用偏移0x20处的4字节值） |
| 0x15         | 1                             | 介质描述 \| 0xF8 \| 单面、每面80磁道、每磁道9扇区 \| \| 0xF9 \| 双面、每面80磁道、每磁道9扇区 \| \| 0xFA \| 单面、每面80磁道、每磁道8扇区 \| \| 0xFB \| 双面、每面80磁道、每磁道8扇区 \| \| 0xFC \| 单面、每面40磁道、每磁道9扇区 \| \| 0xFD \| 双面、每面40磁道、每磁道9扇区 \| \| 0xFE \| 单面、每面40磁道、每磁道8扇区 \| \| 0xFF \| 双面、每面40磁道、每磁道8扇区 \| 同样的介质描述必须在重复复制到每份FAT的第一个字节。有些操作系统（MSX-DOS 1.0版）全部忽略启动扇区参数，而仅仅使用FAT的第一个字节的介质描述确定文件系统参数。 |
| 0x16         | 2                             | 每个文件分配表的扇区（FAT16） |
| 0x18         | 2                             | 每磁道的扇区 |
| 0x1a         | 2                             | 磁头数 |
| 0x1c         | 4                             | 隐藏扇区 |
| 0x20         | 4                             | 总扇区数（如果超过65535，参见偏移0x13） |
| 0x24         | 4                             | 每个文件分配表的扇区（FAT32）。扩展基本输入输出系统参数块从这里开始。 |
| 0x24         | 1                             | 物理驱动器个数（FAT16） |
| 0x25         | 1                             | 当前磁头（FAT16） |
| 0x26         | 1                             | 签名（FAT16） |
| 0x27         | 4                             | ID（FAT16） |
| 0x28         | 2                             | Flags（FAT32） |
| 0x2a         | 2                             | 版本號（FAT32） |
| 0x2c         | 4                             | 根目錄啟始簇（FAT32） |
| 0x2b         | 11                            | 卷标（非FAT32） |
| 0x30         | 2                             | FSInfo扇區（FAT32） |
| 0x32         | 2                             | 啟動扇區備份（FAT32） |
| 0x34         | 12                            | 保留未使用（FAT32） |
| 0x36         | 8                             | FAT文件系统类型（如FAT、FAT12、FAT16） |
| 0x3e         | 2                             | 操作系统自引导代码 |
| 0x40         | 1                             | BIOS設備代號（FAT32） |
| 0x41         | 1                             | 未使用（FAT32） |
| 0x42         | 1                             | 標記（FAT32） |
| 0x43         | 4                             | 卷序號（FAT32） |
| 0x47         | 11                            | 卷标（FAT32） |
| 0x52         | 8                             | FAT文件系统类型（FAT32） |
| 0x1FE        | 2                             | 扇区结束符（0x55 0xAA） |
| 0xF8         | 单面、每面80磁道、每磁道9扇区 | |
| 0xF9         | 双面、每面80磁道、每磁道9扇区 | |
| 0xFA         | 单面、每面80磁道、每磁道8扇区 | |
| 0xFB         | 双面、每面80磁道、每磁道8扇区 | |
| 0xFC         | 单面、每面40磁道、每磁道9扇区 | |
| 0xFD         | 双面、每面40磁道、每磁道9扇区 | |
| 0xFE         | 单面、每面40磁道、每磁道8扇区 | |
| 0xFF         | 双面、每面40磁道、每磁道8扇区 | |

这里描述的启动扇区能在如OS/2 1.3的启动盘上看到。早期的版本使用一个较短的基本输入输出系统参数块，它们的启动代码在前面开始（如OS/2 1.1中是偏移0x2b）。

#### 例外情况
Apricot PC的MS-DOS所用FAT的实现有一个不同的启动扇区组织以使用计算机与IBM不兼容的基本输入输出系统。跳转指令和OEM名被省略并且MS-DOS文件系统参数位于0x50（在标准扇区中偏移为0x0B - 0x17）。后来的Apricot MS-DOS版本除了Apricot特有的引导区之外也具有了读写标准启动分区的能力。
BBC Master 512上的DOS Plus根本就不使用传统的引导区。数据磁盘省略了引导区并且以一个单份的FAT开始（FAT的第一个字节用来确定磁盘容量），启动磁盘使用一个包含启动调用程序的小型ADFS文件系统，后面跟随一个单份的FAT。

### 文件分配表
一个分区分成同等大小的簇，也就是连续空间的小块。簇的大小随着FAT文件系统的类型以及分区大小而不同，典型的簇大小介于2KB到32KB之间。每个文件根据它的大小可能占有一个或者多个簇；这样，一个文件就由这些这些（称为单向链表）簇链所表示。然而，这些链并不一定一个接着一个在磁盘上存储，它们经常是在整个数据区域零散的储存。
文件分配表（FAT）是映射到分区每个簇的条目列表。每个条目记录下面五种信息中的一种。
- 链中下一个簇的地址
- 一个特殊的簇链结束符（EOC，End Of Cluster-chain，或称End Of Chain）符号指示链的结束
- 一个特殊的符号标示坏簇
- 一个特殊的符号标示保留簇
- 0来表示空闲簇

每个版本的FAT文件系统使用不同大小的FAT条目。这个大小已经由名字表示出来，例如FAT16文件系统的每个条目使用16位表示，32位文件系统使用32位表示。这个不同意味着FAT32系统的文件分配表能比FAT16映射更多的簇，它也允许FAT32有更大的分区大小。这也使得FAT32比FAT16更能有效地利用磁盘空间，因为每个驱动器能够寻址更小的簇，这也就意味着更少的空间浪费。
FAT条目值：
| FAT12         | FAT16           | FAT32                   | 描述                     |
| ------------- | --------------- | ----------------------- | ------------------------ |
| 0x000         | 0x0000          | 0x?0000000              | 空闲簇                   |
| 0x001         | 0x0001          | 0x?0000001              | 保留簇                   |
| 0x002 - 0xFEF | 0x0002 - 0xFFEF | 0x?0000002 - 0x?FFFFFEF | 被占用的簇；指向下一个簇 |
| 0xFF0 - 0xFF6 | 0xFFF0 - 0xFFF6 | 0x?FFFFFF0 - 0x?FFFFFF6 | 保留值                   |
| 0xFF7         | 0xFFF7          | 0x?FFFFFF7              | 坏簇                     |
| 0xFF8 - 0xFFF | 0xFFF8 - 0xFFFF | 0x?FFFFFF8 - 0x?FFFFFFF | 文件最后一个簇           |

注意FAT32只使用32位中的28位。高4位通常是0但它们是保留位，不要更改它们。在上面的表中它们用问号表示。